# Canadian Forces Network
Canadian Forces Network (CFN), auch Réseau des Forces Canadiennes (RFC), war ein Rundfunkdienst für in Europa stationierte kanadische Armeeangehörige. Seine Zentrale befand sich zuletzt in Brunssum, Niederlande. CFN/RFC betrieb zuletzt terrestrische Sendeanlagen an den NATO-Standorten Brunssum (Versorgung der „Tri-Community“ JFC Brunssum – NATO Air Base Geilenkirchen – CFSU(E) Niederheid; ca. 700 Kanadier), Ramstein und den Supreme Headquarters Allied Powers Europe (SHAPE). Zuvor wurden weitere Sender an Standorten des kanadischen Militärs betrieben (siehe Abschnitt Geschichte). Es wurde in unterschiedlichen Anteilen in englischer und französischer Sprache gesendet, jedoch überwiegend auf Englisch. Kanadische und lokale Nachrichten wurden stündlich abwechselnd auf Englisch und Französisch gesendet. Musikalisch wurde zuletzt ein Mix aus Oldies und aktuellen Liedern geboten. Infolge finanzieller Kürzungen hat CFN/RFC seine Ausstrahlung am 30. September 2014 beendet.

## Geschichte
Bereits während des Zweiten Weltkriegs existierten kanadische Soldatensender in Großbritannien. Die Anfänge des späteren Senders Canadian Forces Network (CFN) / Réseau des Forces Canadiennes (RFC) gingen auf das Jahr 1951 zurück, als das kanadische Verteidigungsministerium die öffentlich-rechtliche kanadische Rundfunkgesellschaft CBC/Radio-Canada beauftragte, Programme für die in Korea, England, Frankreich und Westdeutschland stationierten kanadischen Soldaten zu produzieren.
Europäisches Sendezentrum für die Luftstreitkräfte wurde Metz (Château de Mercy) mit weiteren Standorten in Marville (CFNY, 1 Wing; zuvor 1951–55 CFNL in Luffenham; ab 1967 in Lahr) und Grostenquin (CFGT bzw. CFNG, 2 Wing; ab 1965 in Ramstein, 4ATAF) sowie Zweibrücken (CFNZ, 3 Wing, bis Juli 1969) und Baden-Söllingen (CFNS, 4 Wing); für die Landstreitkräfte gab es von 1956 bis 1970 Canadian Forces Radio CAE in Werl (Westfalen). Der an den Sendernamen CFN angefügte vierte Großbuchstabe weist auf den jeweiligen Standort hin.
Der erste Sender auf dem kanadischen Luftwaffenstützpunkt in Söllingen (1954) nannte sich Canadian Radio Broadcasting Service (CRBS). Er wurde von Volontären betrieben, die über verschiedene Aktivitäten in der Gegend berichteten und versuchten, die kanadischen Soldaten durch Unterhaltung und thematische Beiträge moralisch zu unterstützen. Da das Programm als eintönig empfunden wurde, wurde die Zielgruppe nicht dauerhaft erreicht, und 1956 galt das Projekt der Hörfunkversorgung der kanadischen Soldaten und ihrer Familien als gescheitert. Vier Jahre vergingen, bis 1960 der Sender mit neuem Programm seine Auferstehung erlebte. Doch sendete man nur an wöchentlich zwei bis drei Tagen, da die Sendungen auf Tonbändern aufgezeichnet von Stützpunkt zu Stützpunkt transportiert wurden, um vor Ort ausgestrahlt zu werden. 1961 entschloss sich die kanadische Luftwaffe in Kooperation mit CBC/Radio-Canada, neun Mitarbeiter abzuordnen und für den Sendebetrieb abzustellen. Neue Sendeausstattung wurde angeschafft, und dank Erhöhung des Personals, der neuen Technik und eines abwechslungsreicheren Programms wurden neue Zuhörer gewonnen.
Im Zusammenhang mit dem Austritt Frankreichs aus der NATO erfolgte 1967 die Verlagerung des Sendezentrums nach Lahr (Jammstraße 9) unter der Bezeichnung CFN/RFC. Weitere Standorte waren in Baden-Söllingen (CFNS/RFCS, eigenes Studio) und Ramstein (CFNR), später auch in Brunssum (CFNB, 1978/79) und Heidelberg (CFNH, ca. 1988). Ab 1979 gab es auch Fernsehsendungen, in Lahr von 1981 bis 1993 (zunächst Englisch und Französisch auf Kanal 60, ab 1984 Englisch auf Kanal 60, Französisch auf Kanal 38), zeitweise auch in Baden-Söllingen; die Nachrichtensendung hieß auf Englisch wie Französisch Contact (1989–93). CFN/RFC-Direktoren 1967–93 waren Hans Konow (von Radio CAE), Jean-Claude Marion, Pierre Larose, Keith Randall und Jean Choquette.
Die drei Standorte in Baden-Württemberg wurden 1994 aufgegeben, so dass Brunssum zur Zentrale und der französische Dienst RFC eingestellt wurde. Station Manager war ab 1995 Olaf M. Guillaume, und der Sender am NATO-Hauptquartier in Belgien kam dazu. Von 2002 bis 2010 wurde das Programm auch über den Satelliten Astra verbreitet, ab 2013 über Eutelsat 9A.
Auch Radio Canada International strahlte zeitweise Sendungen für Angehörige der kanadischen Streitkräfte (wie Report to Peacekeepers / Magazine des Casques Bleus, 1993/94) aus. Außerdem sendete von 1999 bis Ende März 2014 CFRT (Canadian Forces Radio and Television; französisch RTFC, Radiotélévision des Forces canadiennes) via Eutelsat ein 24-stündiges Programm für kanadische Militär- und deren Familienangehörige von Europa bis Afghanistan.
Am 30. September 2014 wurde CFN/RFC abgeschaltet.

## Ehemalige Frequenzen
- Deutschland
  - Ramstein Air Base: 101,2 > 101,9 MHz
  - Heidelberg (Königstuhl): 103,9 > 105,4 MHz
  - Baden-Söllingen: 101,125 > 96,8 & 90,5 MHz; TV: 44 & 60
  - Lahr (Schutterlindenberg): 102,5 & 101,2 > 90,5 & 94,0 MHz; TV: 60 & 38
  - Zweibrücken: 1620 kHz > 96,9 > 98,5 MHz
  - Werl: 96,9 > 87,8 MHz
- Niederlande: JFC Brunssum 103,4 > 91,5 > 96,9 & 99,7 MHz
- Belgien: SHAPE 100,5 MHz
- Frankreich: Metz 93,3 MHz; Marville 1640 kHz > 95 MHz; Grostenquin 1620 kHz > 96 MHz
- Eutelsat 9A: 11823 GHz H 27500-3/4

## Programm

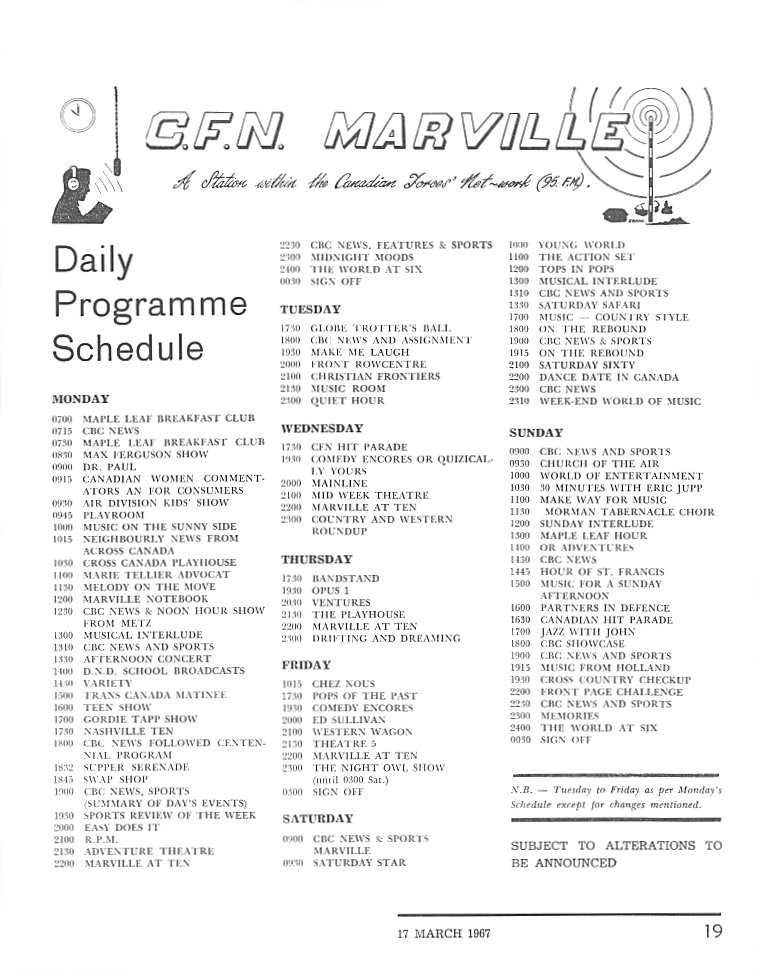
CFN Marville, März 1967
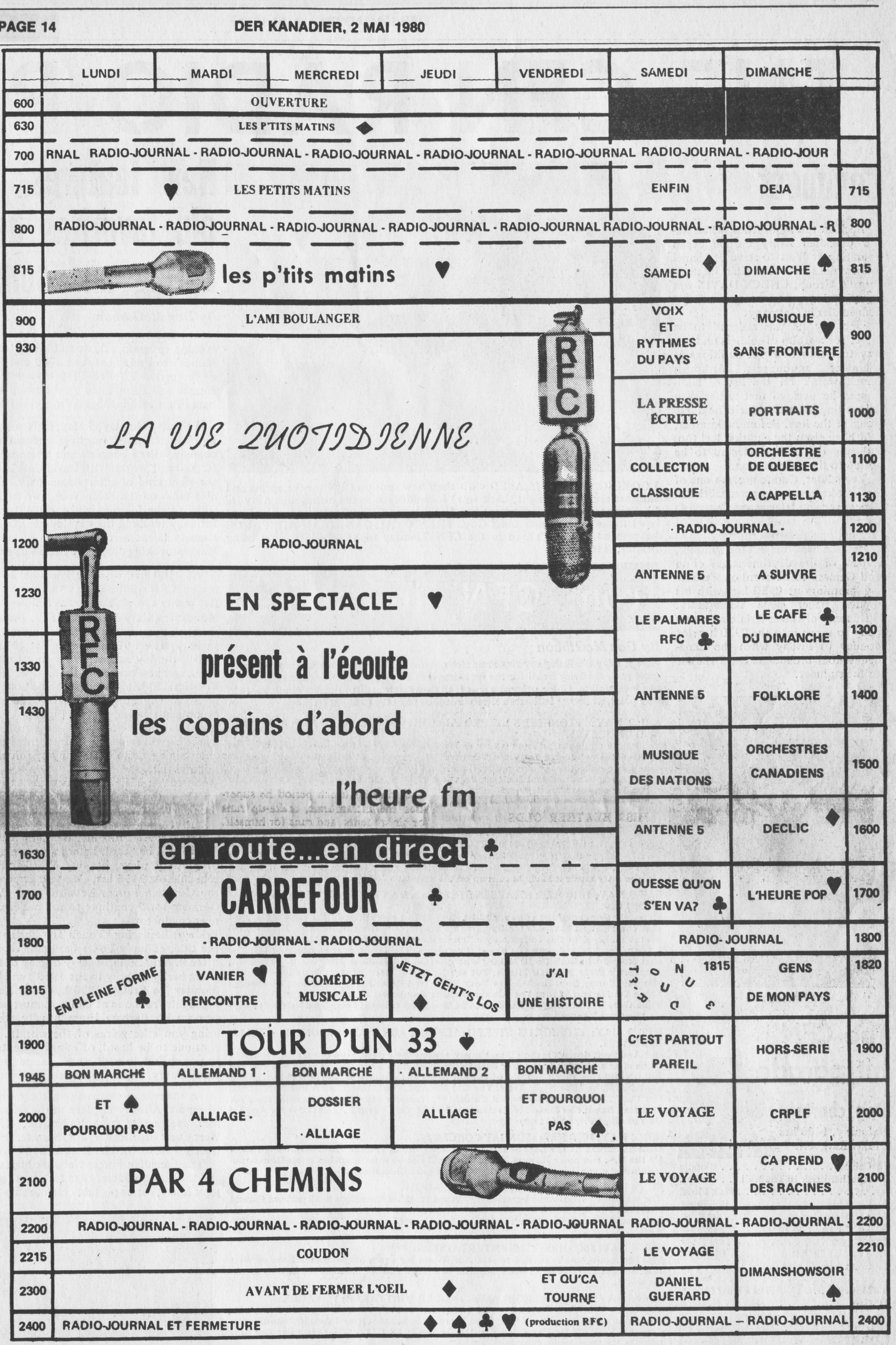
RFC Lahr, Mai 1980
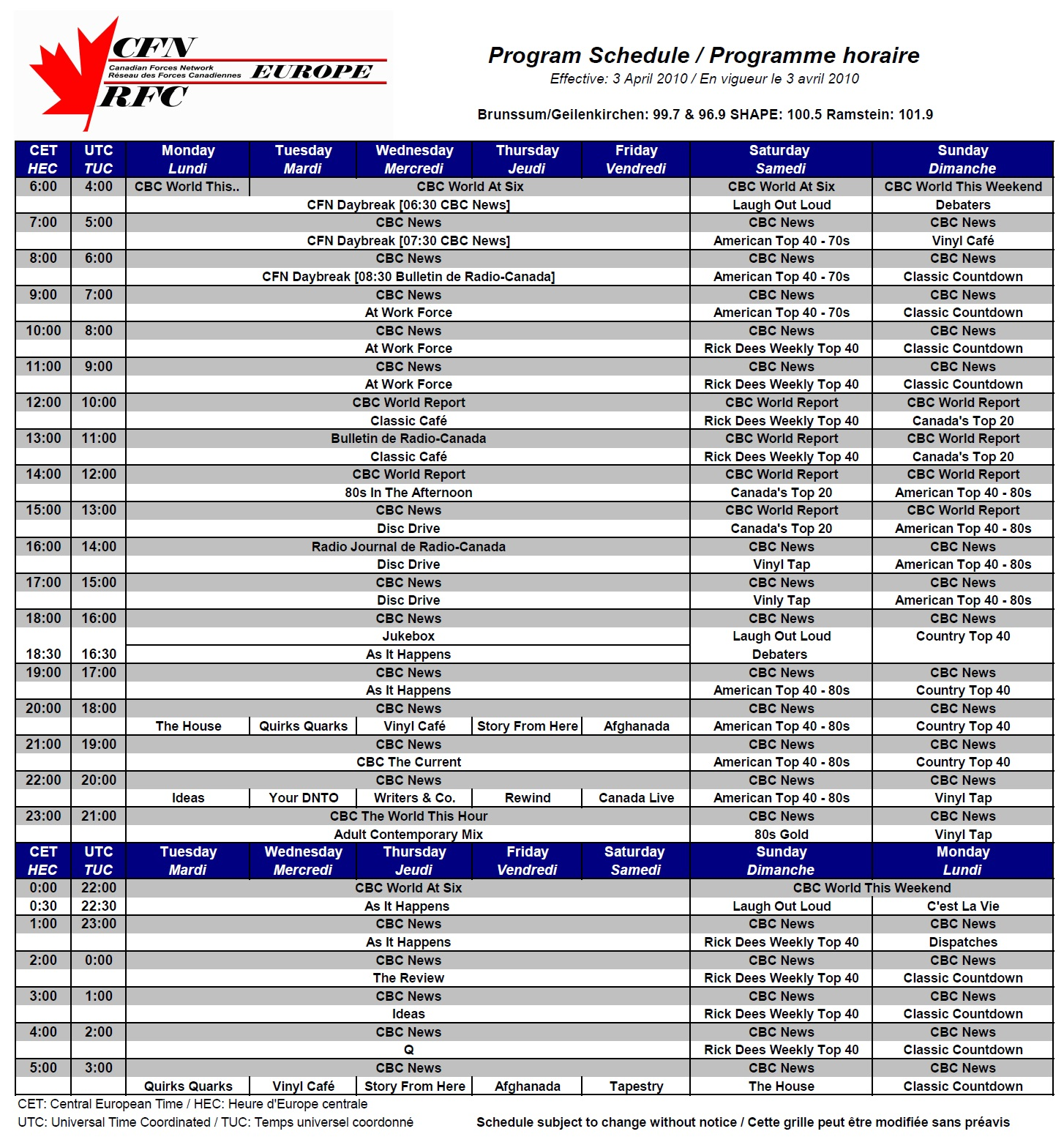
CFN Europe, April 2010

## Gegenwart
Gegenwärtig (2019) sind kanadische Streitkräfte in Europa an Operationen auf Island, im Baltikum, in Mittel- und Osteuropa, der Ukraine, im Kosovo und auf Zypern beteiligt. Über Internet sind die Programme von CBC/Radio-Canada verfügbar.